# Universidad Católica de Buenos Aires
La Universidad Católica de Buenos Aires fue la primera universidad católica posterior a la independencia argentina.

## Primera fundación de una Universidad Católica
La abolición del monopolio estatal sobre la educación universitaria era una aspiración histórica principalmente de la Iglesia católica, institución que había fundado las primeras universidades del país, luego expropiadas. Un antecedente claro en este respecto es José Manuel Estrada.
"La Universidad Católica de Buenos Aires inició sus actividades el 17 de abril de 1910. Como rector fue nombrado Mons. Duprat, y  como  miembros del  Consejo Superior: Joaquín M. Cullen —quien se  desempeñó como vicerrector  y luego sucedió a Duprat como  rector—, Emilio Lamarca, Ángel S. Pizarro, Apolinario C. Casabal, Bernardino Bilbao, Pedro Olaechea y Alcorta, Pedro C. Alcacer y  Rómulo Gamboa. A pesar de que el Episcopado consideraba a la Facultad de Medicina como la más necesaria, se decidió empezar con una Facultad de Derecho, “por ser la de más rápida y fácil fundación”. Esta Facultad comenzó a funcionar en el antiguo edificio del Seminario Metropolitano, cedido por la Compañía de Jesús, según los planes de estudio de la Universidad estatal, al que se agregaron cursos obligatorios de filosofía, historia y apologética, para completar la formación de los alumnos. Entre los profesores merecen citarse los nombres de Héctor Lafaille, Salvador Fornieles, Rómulo Etcheverry Boneo, Adrián Beccar Várela, José J. Olmedo, Emilio Lamarca, Enrique Ruiz Guiñazú, Salvador Oria, Gustavo Franceschi, Ramón Ruiz Amado y Tomás Villaverde, los tres últimos sacerdotes de reconocido prestigio." (Ramallo, 1999:103).
No pudo continuar existiendo porque nunca obtuvo la validez de sus títulos por parte del gobierno argentino.

#### Cursos de Cultura Católica
En 1922, fueron creados los Cursos de Cultura Católica (C.C.C.) (luego denominado Instituto Católico de Cultura de Buenos Aires) que ofrecía una formación universitaria católica, paralelamente a las universidades oficiales. Los Cursos de Cultura Católica tuvieron una escuela de Filosofía, otra de Economía y posteriormente una de Artes, además de publicaciones académicas periódicas y libros editados.